# جی شریل اگزوم
جی شریل اگزوم (انگلیسی: J. Cheryl Exum; مه ۱۹۴۶ (۷۸ سال) – ) مترجم و بازنشستگی افتخاری از دانشگاه شفیلد اهل بریتانیا بود.